# روان روبرتسون
روان روبرتسون (بالإنجليزية: Rowan Robertson)‏ هو عازف قيثارة وموسيقي وكاتب أغاني بريطاني، ولد في 22 نوفمبر 1971 في كامبريدج في المملكة المتحدة.

## وصلات خارجية
- روان روبرتسون على موقع ميوزك برينز (الإنجليزية)
- روان روبرتسون على موقع ديسكوغز (الإنجليزية)